# Discographie de Phil Ochs
La discographie de Phil Ochs se compose des huit albums parus de son vivant (six albums studio et deux albums live), ainsi que de ceux publiés après sa mort en 1976. Aucun d'eux ne rencontre un grand succès commercial, pas plus que les quelques singles qui en sont tirés.

## Albums

### De son vivant
| Année | Titre                           | Label   | Remarques |
| ----- | ------------------------------- | ------- | --- |
| 1964  | All the News That's Fit to Sing | Elektra | Sorti en avril 1964. |
| 1965  | I Ain't Marching Anymore        | Elektra | Sorti en février 1965. |
| 1966  | Phil Ochs in Concert            | Elektra | Sorti en mars 1966, cet album live se compose en réalité d'enregistrements en studio. Il atteint la 149e place du Billboard 200. |
| 1967  | Pleasures of the Harbor         | A&M     | Sorti en novembre 1967, il atteint la 168e place du Billboard 200.                                                               |
| 1968  | Tape from California            | A&M     | Sorti en mai 1968. |
| 1969  | Rehearsals for Retirement       | A&M     | Sorti en avril 1969, il atteint la 167e place du Billboard 200.                                                                  |
| 1970  | Greatest Hits                   | A&M     | Sorti en février 1970, il atteint la 194e place du Billboard 200.                                                                |
| 1974  | Gunfight at Carnegie Hall       | A&M     | Sorti uniquement au Canada, cet album live a été enregistré le 27 mars 1970 au Carnegie Hall de New York.                        |

### Posthumes
| Année     | Titre                                 | Label       | Remarques                                                                                         |
| --------- | ------------------------------------- | ----------- | ------------------------------------------------------------------------------------------------- |
| 1976      | Sings for Broadside                   | Folkways    | Album reprenant un concert de 1974 et des démos pour le magazine Broadside.                       |
| 1976      | Interviews with Phil Ochs             | Folkways    | Entretien réalisés en 1968.                                                                       |
| 1986      | A Toast to Those Who Are Gone         | Rhino       | Chansons inédites enregistrées vers le milieu des années 1960.                                    |
| 1989      | The Broadside Tapes 1                 | Folkways    | Démos enregistrées pour le magazine Broadside entre 1962 et 1964.                                 |
| 1990/1991 | There and Now: Live in Vancouver 1968 | Rhino       | Album live enregistré le 13 mars 1969 au PNE Garden Auditorium de Vancouver.                      |
| 1996      | Live at Newport                       | Vanguard    | Reprend des extraits des concerts au festival de folk de Newport en 1963, 1964 et 1966.           |
| 2000      | The Early Years                       | Vanguard    | Reprend le contenu de Live at Newport avec des chansons enregistrées pour Vanguard en 1964.       |
| 2009      | Amchitka                              | Greenpeace  | Album live enregistré le 16 octobre 1970 au Pacific Coliseum de Vancouver.                        |
| 2010      | On My Way                             | Micro Werks | Démos enregistrées en 1963.                                                                       |
| 2014      | Live Again!                           | RockBeat    | Album live enregistré le 26 mai 1973 aux Stables d'East Lansing, dans le Michigan.                |
| 2017      | Live in Montreal, 10/22/1966          | RockBeat    | Album live enregistré le 22 octobre 1966 à la salle Claude-Champagne de l'université de Montréal. |

### Compilations
| Année | Titre                                           | Label   | Remarques                                                |
| ----- | ----------------------------------------------- | ------- | -------------------------------------------------------- |
| 1976  | Chords of Fame                                  | A&M     | Double album couvrant toute la carrière de Phil Ochs.    |
| 1988  | The War Is Over: The Best of Phil Ochs          | A&M     | Couvre la période 1967-1970.                             |
| 1989  | There but for Fortune                           | Elektra | Couvre la période 1964-1966.                             |
| 1997  | American Troubadour                             | A&M     | Couvre la période 1967-1974.                             |
| 1997  | Farewells & Fantasies                           | Rhino   | Coffret de 3 CD couvrant toute la carrière de Phil Ochs. |
| 2002  | 20th Century Masters: The Millennium Collection | A&M     | Couvre la période 1967-1974.                             |
| 2004  | Cross My Heart: An Introduction to Phil Ochs    | A&M     | Couvre la période 1967-1974.                             |

## Singles
| Année | Titre                                                       | Label   | Remarques                                                                         |
| ----- | ----------------------------------------------------------- | ------- | --------------------------------------------------------------------------------- |
| 1966  | I Ain't Marching Anymore / That Was the President           | Elektra | Version électrique d'une chanson parue sur l'album I Ain't Marching Anymore.      |
| 1967  | Cross My Heart / Flower Lady                                | A&M     | Tirée de l'album Pleasures of the Harbor.                                         |
| 1967  | Outside of a Small Circle of Friends / Miranda              | A&M     | Tirée de l'album Pleasures of the Harbor.                                         |
| 1968  | The War Is Over / The Harder They Fall                      | A&M     | Tirée de l'album Tape from California.                                            |
| 1969  | My Life / The World Began in Eden and Ended in Los Angeles  | A&M     | Tirée de l'album Rehearsals for Retirement.                                       |
| 1972  | One Way Ticket Home / My Kingdom for a Car                  | A&M     | Tirée de l'album Greatest Hits.                                                   |
| 1973  | Kansas City Bomber / Gas Station Women                      | A&M     | Chanson écrite pour la bande originale du film Kansas City Bomber.                |
| 1973  | Bwatue / Niko Mchumba Ngombe                                | A&M     | Chanson écrite au Kenya avec deux musiciens africains, Dijiba et Bukasa.          |
| 1974  | Power and the Glory / Here's to the State of Richard Nixon. | A&M     | Nouvelle version d'une chanson parue sur l'album All the News That's Fit to Sing. |